# Гичару, Бенсон
Бенсон Гичару Нджангиру (англ. Benson Gicharu Njangiru; род. 3 мая 1985, Муранга, Центральная провинция) — кенийский боксёр, представитель легчайшей и наилегчайшей весовых категорий. Выступал за национальную сборную Кении по боксу в 2009—2018 годах, серебряный и бронзовый призёр Игр Содружества, победитель и призёр многих турниров международного значения, участник двух летних Олимпийских игр.

## Биография
Бенсон Гичару родился 3 мая 1985 года в Найроби, Кения.
Дебютировал в боксе на взрослом международном уровне в сезоне 2009 года, когда вошёл в основной состав кенийской национальной сборной и в наилегчайшей весовой категории выступил на чемпионате мира в Милане.
В 2010 году побывал на Играх Содружества в Дели, откуда привёз награду серебряного достоинства, выигранную в наилегчайшем весе — в полуфинале прошёл ботсванца Отенга Отенга, но на финал не вышел.
В 2011 году дошёл до четвертьфинала на Всеафриканских играх в Мапуту, где уступил Отенгу Отенгу.
На Африканской олимпийской квалификации 2012 года в Касабланке сумел дойти до финала, выиграв у всех своих соперников по турнирной сетке кроме Отенга Отенга — тем самым удостоился права защищать честь страны на летних Олимпийских играх в Лондоне. На Играх уже в стартовом поединке категории до 52 кг со счётом 16:19 потерпел поражение от египтянина Хешама Яхья и сразу же выбыл из борьбы за медали.
После лондонской Олимпиады Гичару остался в составе боксёрской команды Кении на ещё один олимпийский цикл и продолжил принимать участие в крупнейших международных турнирах. Так, в 2013 году он выступил на мировом первенстве в Алма-Ате, где в 1/8 финала был остановлен азербайджанцем Джавидом Челебиевым.
В 2014 году взял бронзу на Играх Содружества в Глазго, уступив в полуфинале представителю Англии Каису Ашфаку.
В 2015 году отметился выступлением на Африканских играх в Браззавиле.
Победил всех соперников на Всемирной олимпийской квалификации APB/WSB в Варгасе и таким образом прошёл отбор на Олимпийские игры 2016 года в Рио-де-Жанейро. В категории до 56 кг в первом же поединке Игр его единогласным решением судей победил монгол Эрдэнэбатын Цэндбаатар
В 2018 году Гичару выступил на Играх Содружества в Голд-Косте, но дошёл только до 1/8 финала, проиграв англичанину Питеру Макгрейлу.